# 小池正孝
小池 正孝（こいけ まさたか、1934年〈昭和9年〉7月9日 - ）は、日本の政治家、元千葉県四街道市長（1期）。

## 来歴
東京都出身。中央大学法学部卒。四街道市でメダカを保護するNPO法人の理事となり、当時、四街道市が進めていた地域交流センターの建設や保育所民営化に反対する活動を行った。
2008年（平成20年）の市長選挙に立候補し。「ハコモノ行政」からの脱却などを訴えて、現職の高橋操を150票差で破って、初当選する。
2010年（平成22年）、脳梗塞を発症して市内の病院に入院。リハビリ治療に専念していたが、公務復帰の目途が立たない状況となり職務を続けることが困難となったため、任期半ばで辞職した。
また割り箸アートの作家としても知られており、これまでに数々の作品を発表している人物でもある。